# Vranjska Banja
Vranjska Banja (în sârbă Градска општина Врањска Бања, cu alfabetul latin[*]: Gradska opština Vranjska Banja) este un oraș și una dintre cele două comune care formează orașul Vranje. De asemenea, este una dintre stațiunile balneare din Serbia. Situat la 12 kilometri (7 mi) nord-est de orașul Vranje, este înconjurat de păduri și dealuri, care formează peisaje frumoase, iar un restaurant bun aflat în clinica veche este situat la capătul orașului.
Conform datelor recensământului din 2011, comuna a avut o populație de 9.580 de locuitori, în timp ce zona urbană a avut o populație de 5.347 de locuitori.
Centrul spa este situat la o altitudine de 400 de metri, acesta are unul dintre cele mai fierbinți izvoare geotermale din Serbia.
În oraș se află școala elementară „Predrag Devedzic” din Vranjska Banja, Gara (feroviară) Vranjska Banja și Vila Cakic (Вила Цакић).

## Istorie
Există mai multe situri arheologice ale unor cetăți bizantine timpurii în regiune, toate abandonate în secolele al VI-lea și al VII-lea când slavii s-au stabilit definitiv în zonă.
Până în 1965, această așezare a fost sediul comunei Vranjska Banja, care a fost formată din așezările: Babina Poljana, Bujkovac, Crni Vrh, Duga Luka, Izumno, Klisurica, Korbevac, Korbul, Kriva Feja, Kumarevo, Leva Reka, Lipovac, Nesvrta, Panevlje, Prevalac, Prvonek, Sebevranje, Slivnica, Stari Glog, Toplac și Vranjska Banja. După desființarea comunei, zona fostei comune a devenit o parte a comunei Vranje în ansamblu, iar după ce Vranje a primit statutul de oraș, Vranjska Banja a devenit din nou comună.

## Centru spa
Izvorul termic al stațiunii Vranjska Banja, cu temperaturi de ieșire de 96°C (205°F), este unul dintre cele mai fierbinți izvoare geotermale din Serbia. Apa balneară conține niveluri ridicate de hidrogen sulfurat (H2S) și are efecte pozitive asupra bolilor legate de reumatism, afecțiuni ale pielii, probleme neurologice și altele. Vranjska Banja oferă scurte tururi în orașele din apropiere Vranje, Vladičin Han, Surdulica, precum și spre Lacul Vlasina. Orașul este bine situat aproape de calea ferată principală, care leagă capitala Belgrad de Atena.

## Vezi și
- Lista localităților din Serbia